# Yunganglong datongensis
Yunganglong datongensis es la única especie conocida del género extinto Yunganglong dinosaurio ornitópodo hadrosauroideo basal que vivió a mediados del período Cretácico, hace aproximadamente entre 100 y 95 millones de años durante el Cenomaniense, en lo que es hoy Asia. Fue encontrado en la zona inferior de la Formación Zhumapu en el condado de Zuoyun, provincia de Shanxi en el noreste de China. Solo abarca a una especie, Yunganglong datongensis.

## Descripción

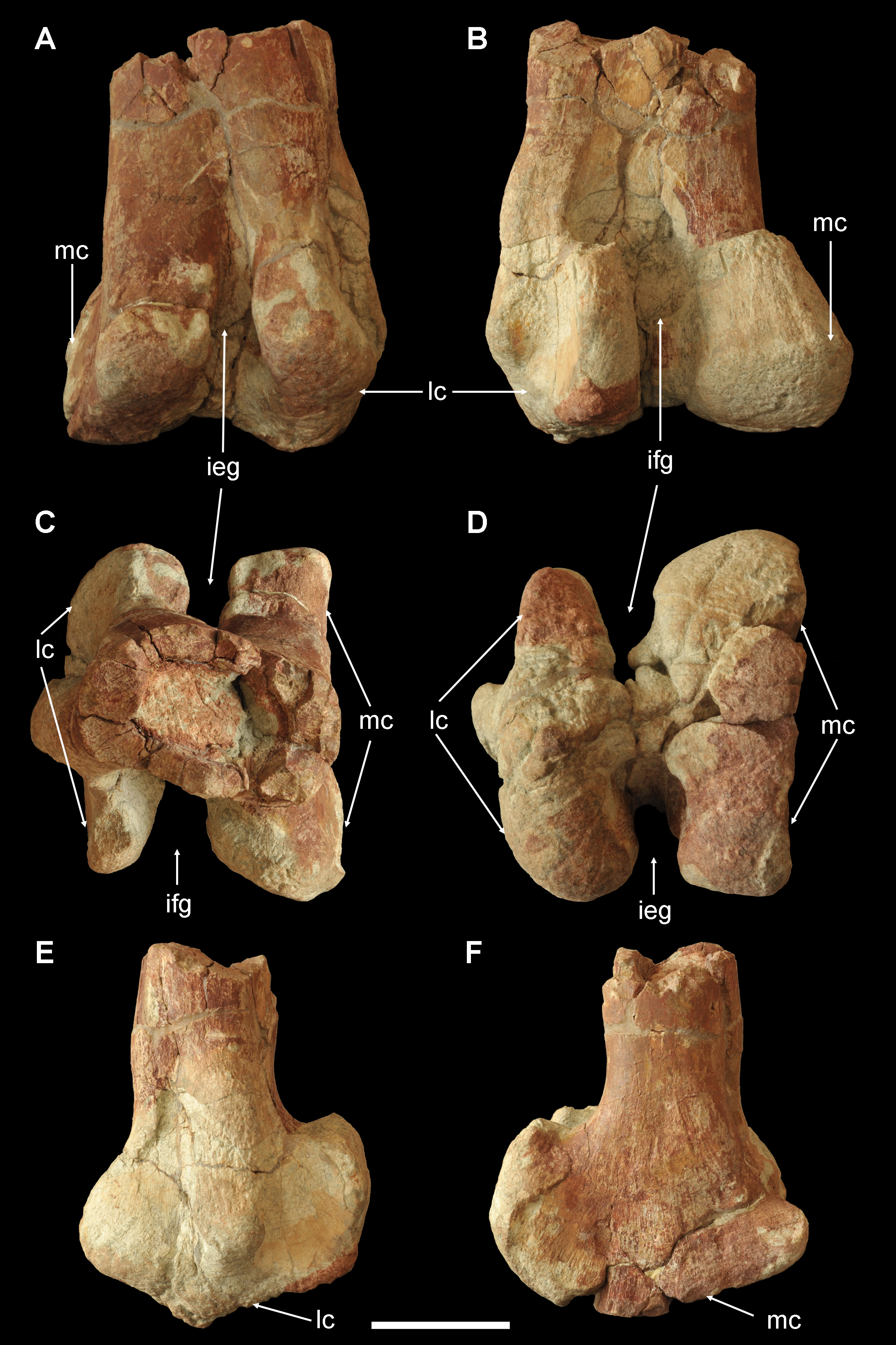
Extremo distal del fémur izquierdo

Wang et al. (2013) diagnosticaron a Yunganglong datongensis usando una combinación única de cuatro características. La superficie caudal del supraoccipital en Yunganglong y los hadrosauroides más avanzados se inclina bruscamente hacia adelante en un ángulo aproximado de 45°, mientras que es casi vertical en Jintasaurus y los hadrosauriformes menos avanzados. La parte horizontal del proceso paroccipital se extiende caudolateralmente acompañándose del escamosal, pero este se extiende lateralmente en Jintasaurus y sus parientes más primitivos. Como se observa en Yunganglong y Jintasaurus, pero no en Bactrosaurus y los taxones más avanzados, la parte en pendiente del proceso paroccipital no se curva cranealmente. Finalmente, Yunganglong y los hadrosauriformes menos avanzados poseen un surco extensor intercondilar profundo en forma de U sobre el fémur, parcialmente cerrado por la expansión de los cóndilos medial y lateral, mientras que en los taxones más avanzados (por ejemplo, Nanyangosaurus) este está completamente cerrado.
Yunganglong no puede ser comparado directamente con los otros tres hadrosauroideos no hadrosáuridos de principios del Cretácico Superior. Estos incluyen a Shuangmiaosaurus de la provincia de Liaoning del noreste de China, y dos taxones de América del Norte: Protohadros del Cenomaniense y Jeyawati del Turoniense.

## Descubrimiento y denominación

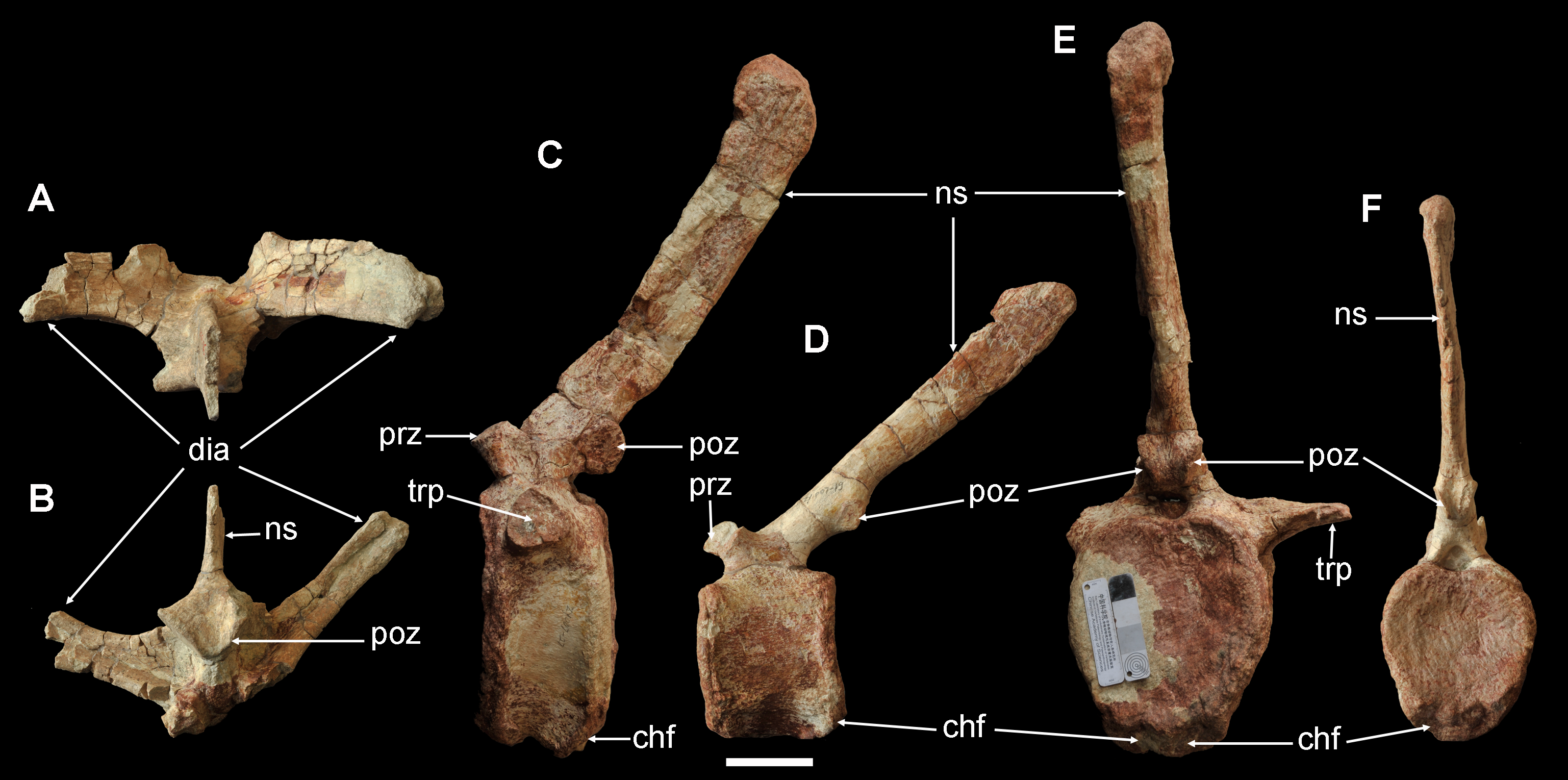
Vértebra dorsal parcial y dos vértebras caudales

Yunganglong fue descrito y nombrado originalmente por Run-Fu Wang, Hai-Lu You, Shi-Chao Xu, Suo-Zhu Wang, Jian Yi, Li-Juan Xie, Lei Jia y Ya-Xian Li en 2013 y su especie tipo es Y. datongensis. El nombre del género honra a las Grutas de Yungang, un Patrimonio de la Humanidad construido en los siglos V y VI cerca de 50 kilómetros al este de la localidad fósil, añadido a la palabra long que significa "dragón" en chino. El nombre de la especie se refiere a la ciudad de Datong, localizada en el norte de la provincia de Shanxi, en donde el holotipo fue hallado.

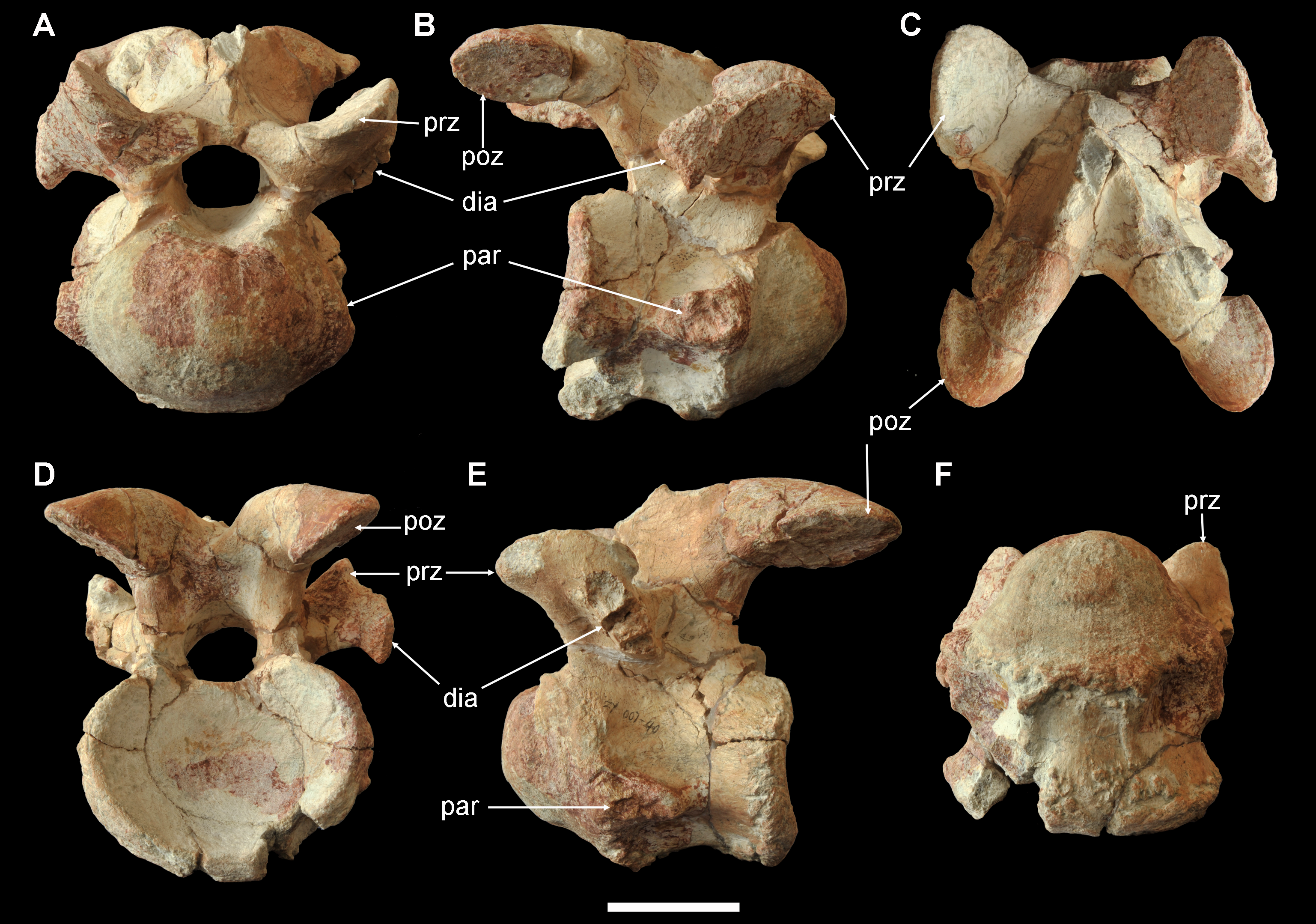
Vértebra cervical

Yunganglong solo es conocido a partir del espécimen holotipo SXMG V 00001, número de campo ZY007, un esqueleto parcial desarticulado hallado en asociación alojado en el Museo de Geología de Shanxi. El holotipo provenía de un único individuo, e incluye la parte caudodorsal del cráneo, ZY007-37 y ZY007-38, separado a lo largo del piso del neurocráneo; dos vértebras cervicales ZY007-40 y ZY007-41; un arco neural dorsal parcial y procesos neurales ZY007-36; dos vértebras caudales, incluyendo la proximal ZY007-27 y la media ZY007-19; partes distales de ambos isquiones (el izquierdo ZY007-11 y el derecho ZY007-12, el extremo distal del fémur izquierdo ZY007-32, la parte proximal de la tibia derecha ZY007-1, y la parte distal de la tibia izquierda con el astrágalo ZY007-2. Los restos fueron recolectados en 2011 en la localidad 7 de la Formación Zhumapu, como parte de un proyecto para encontrar dinosaurios para el Museo de Geología de Shanxi, iniciado por el Departamento de Tierras y Recursos de la provincia de Shanxi. SXMG V 00001 fue hallado en la vecindad del condado de Zuoyun, en la parte inferior de la Formación Zhumapu, que data de inicios del Cretácico Superior basándose en correlaciones bioestratigráficas, superpuesta a la Formación Zuoyun del final del Cretácico Inferior. Aparte de SXMG V 00001, se encontraron restos de anquilosaurios y ceratopsios en las localidades recién descubiertas. El primer registro de dinosaurios en la provincia de Shanxi fue reportado por Young (1958), de dos localidades en el condado de Zuoyun. Él asignó el material de hadrosauroideo recuperado en la localidad Xinyaogou del área de Zuoyun a Bactrosaurus johnsoni, incluyendo dos dientes aislados, algunas vértebras incluyendo una serie de 25 vértebras caudales, una costilla, un húmero derecho y varios huesos de las manos y pies. Aunque no hay material que se solape, basándose en su posición filogenética basal y el horizonte estratigráfico inferior de Yunganglong comparado con Bactrosaurus, es más probable que el material de Young pertenezca a Yunganglong.

## Clasificación
Para explicar la posición filogenética de Y. datongensis entre los hadrosauriformes, Wang et al. (2013) usaron una versión modificada de la matriz de datos presentada por Sues y Averianov (2009). Nanyangosaurus, Shuangmiaosaurus y Yunganglong fueron añadidos a la matriz, y dos características codificadas fueron modificadas. En el árbol de consenso estricto, se encontró que Yunganglong es más avanzado que Probactrosaurus, en una politomía sin resolver con Jintasaurus, Protohadros, Nanyangosaurus, Shuangmiaosaurus, Levnesovia, Bactrosaurus, Tanius, Telmatosaurus y el clado formado por Aralosaurus y Hadrosauridae.

### Filogenia
El árbol con la mayoría del 50% resolvió más su posición filogenética, como se muestra en el cladograma a continuación.

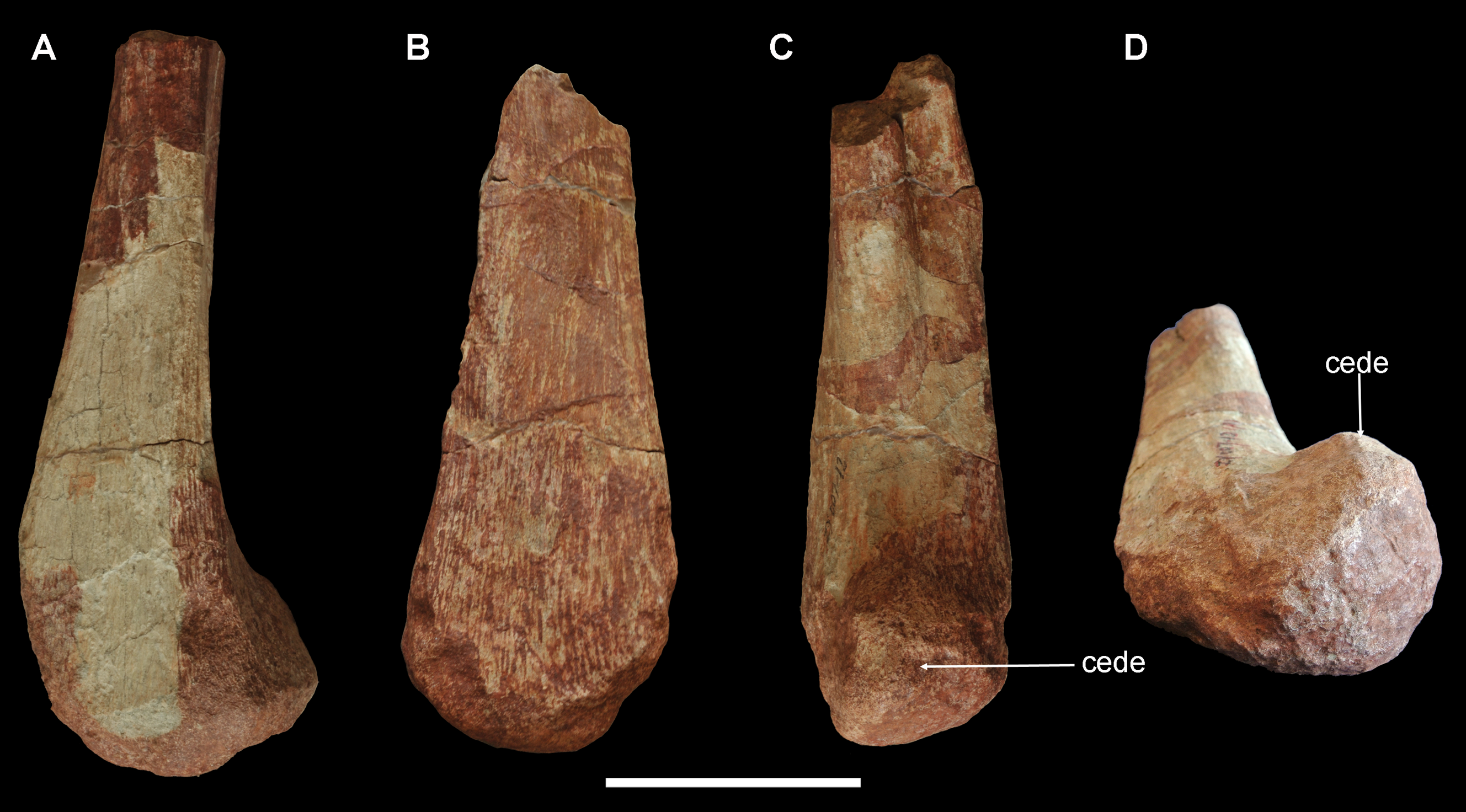
Partes de los isquiones

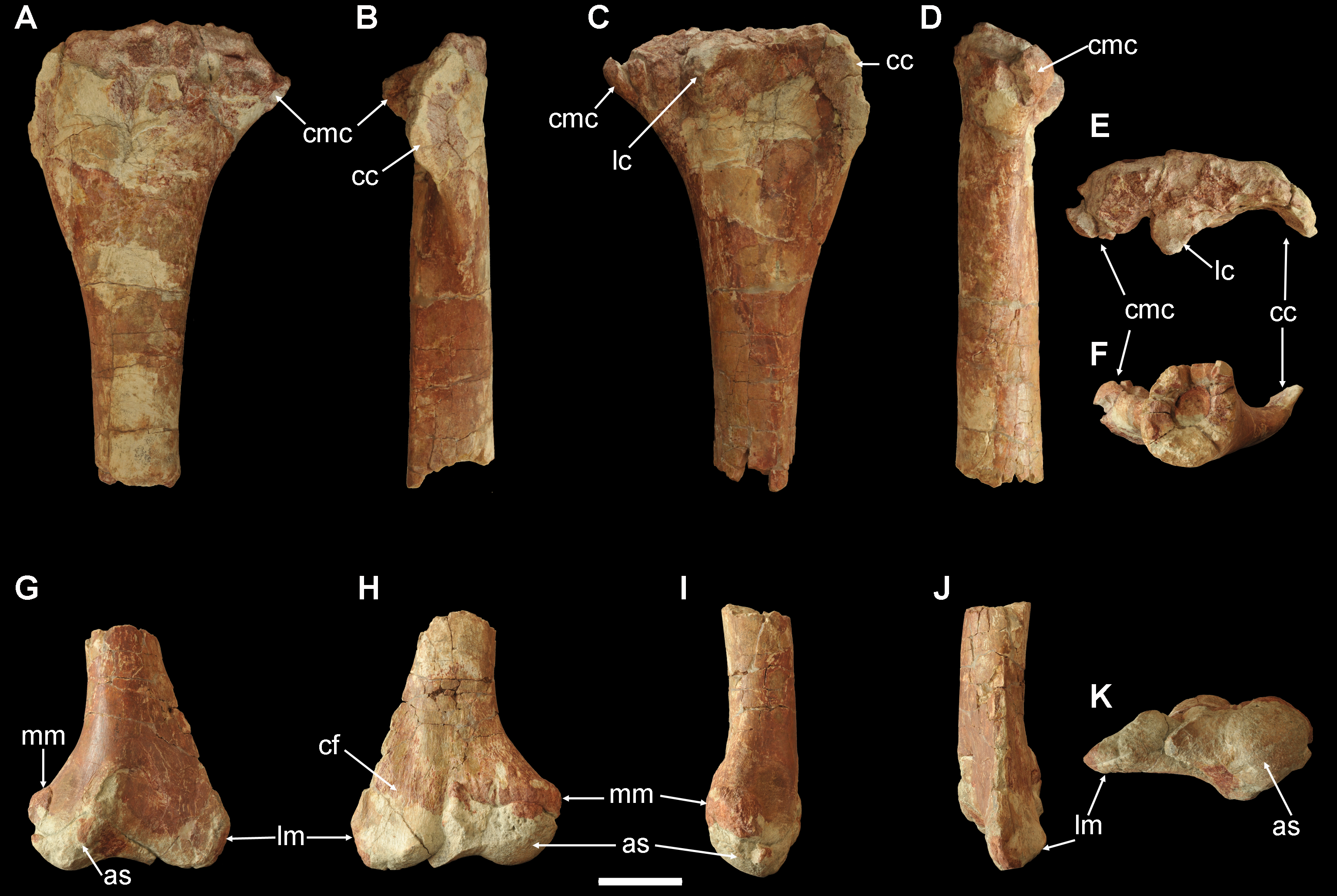
Tibia y astrágalo

|  | Eolambia caroljonesa    |
|  |                         |
|  | Fukuisaurus tetoriensis |
|  |                         |

|  | Bactrosaurus johnsoni  |
|  |                        |
|  | Levnesovia transoxiana |
|  |                        |

|  | Telmatosaurus transsylvanicus                                             |
|  |                                                                           |
|  | \| \| Aralosaurus tuberiferus \| \| \| \| \| \| Hadrosauridae \| \| \| \| |
|  |                                                                           |
|  | Aralosaurus tuberiferus                                                   |
|  |                                                                           |
|  | Hadrosauridae                                                             |
|  |                                                                           |

|  | Aralosaurus tuberiferus |
|  |                         |
|  | Hadrosauridae           |
|  |                         |

|  | Bactrosaurus johnsoni  |
|  |                        |
|  | Levnesovia transoxiana |
|  |                        |

|  | Telmatosaurus transsylvanicus                                             |
|  |                                                                           |
|  | \| \| Aralosaurus tuberiferus \| \| \| \| \| \| Hadrosauridae \| \| \| \| |
|  |                                                                           |
|  | Aralosaurus tuberiferus                                                   |
|  |                                                                           |
|  | Hadrosauridae                                                             |
|  |                                                                           |

|  | Aralosaurus tuberiferus |
|  |                         |
|  | Hadrosauridae           |
|  |                         |

|  | Bactrosaurus johnsoni  |
|  |                        |
|  | Levnesovia transoxiana |
|  |                        |

|  | Telmatosaurus transsylvanicus                                             |
|  |                                                                           |
|  | \| \| Aralosaurus tuberiferus \| \| \| \| \| \| Hadrosauridae \| \| \| \| |
|  |                                                                           |
|  | Aralosaurus tuberiferus                                                   |
|  |                                                                           |
|  | Hadrosauridae                                                             |
|  |                                                                           |

|  | Aralosaurus tuberiferus |
|  |                         |
|  | Hadrosauridae           |
|  |                         |

|  | Bactrosaurus johnsoni  |
|  |                        |
|  | Levnesovia transoxiana |
|  |                        |

|  | Telmatosaurus transsylvanicus                                             |
|  |                                                                           |
|  | \| \| Aralosaurus tuberiferus \| \| \| \| \| \| Hadrosauridae \| \| \| \| |
|  |                                                                           |
|  | Aralosaurus tuberiferus                                                   |
|  |                                                                           |
|  | Hadrosauridae                                                             |
|  |                                                                           |

|  | Aralosaurus tuberiferus |
|  |                         |
|  | Hadrosauridae           |
|  |                         |

|  | Bactrosaurus johnsoni  |
|  |                        |
|  | Levnesovia transoxiana |
|  |                        |

|  | Telmatosaurus transsylvanicus                                             |
|  |                                                                           |
|  | \| \| Aralosaurus tuberiferus \| \| \| \| \| \| Hadrosauridae \| \| \| \| |
|  |                                                                           |
|  | Aralosaurus tuberiferus                                                   |
|  |                                                                           |
|  | Hadrosauridae                                                             |
|  |                                                                           |

|  | Aralosaurus tuberiferus |
|  |                         |
|  | Hadrosauridae           |
|  |                         |

|  | Bactrosaurus johnsoni  |
|  |                        |
|  | Levnesovia transoxiana |
|  |                        |

|  | Telmatosaurus transsylvanicus                                             |
|  |                                                                           |
|  | \| \| Aralosaurus tuberiferus \| \| \| \| \| \| Hadrosauridae \| \| \| \| |
|  |                                                                           |
|  | Aralosaurus tuberiferus                                                   |
|  |                                                                           |
|  | Hadrosauridae                                                             |
|  |                                                                           |

|  | Aralosaurus tuberiferus |
|  |                         |
|  | Hadrosauridae           |
|  |                         |

|  | Bactrosaurus johnsoni  |
|  |                        |
|  | Levnesovia transoxiana |
|  |                        |

|  | Telmatosaurus transsylvanicus                                             |
|  |                                                                           |
|  | \| \| Aralosaurus tuberiferus \| \| \| \| \| \| Hadrosauridae \| \| \| \| |
|  |                                                                           |
|  | Aralosaurus tuberiferus                                                   |
|  |                                                                           |
|  | Hadrosauridae                                                             |
|  |                                                                           |

|  | Aralosaurus tuberiferus |
|  |                         |
|  | Hadrosauridae           |
|  |                         |

|  | Bactrosaurus johnsoni  |
|  |                        |
|  | Levnesovia transoxiana |
|  |                        |

|  | Telmatosaurus transsylvanicus                                             |
|  |                                                                           |
|  | \| \| Aralosaurus tuberiferus \| \| \| \| \| \| Hadrosauridae \| \| \| \| |
|  |                                                                           |
|  | Aralosaurus tuberiferus                                                   |
|  |                                                                           |
|  | Hadrosauridae                                                             |
|  |                                                                           |

|  | Aralosaurus tuberiferus |
|  |                         |
|  | Hadrosauridae           |
|  |                         |

|  | Eolambia caroljonesa    |
|  |                         |
|  | Fukuisaurus tetoriensis |
|  |                         |

|  | Bactrosaurus johnsoni  |
|  |                        |
|  | Levnesovia transoxiana |
|  |                        |

|  | Telmatosaurus transsylvanicus                                             |
|  |                                                                           |
|  | \| \| Aralosaurus tuberiferus \| \| \| \| \| \| Hadrosauridae \| \| \| \| |
|  |                                                                           |
|  | Aralosaurus tuberiferus                                                   |
|  |                                                                           |
|  | Hadrosauridae                                                             |
|  |                                                                           |

|  | Aralosaurus tuberiferus |
|  |                         |
|  | Hadrosauridae           |
|  |                         |

|  | Bactrosaurus johnsoni  |
|  |                        |
|  | Levnesovia transoxiana |
|  |                        |

|  | Telmatosaurus transsylvanicus                                             |
|  |                                                                           |
|  | \| \| Aralosaurus tuberiferus \| \| \| \| \| \| Hadrosauridae \| \| \| \| |
|  |                                                                           |
|  | Aralosaurus tuberiferus                                                   |
|  |                                                                           |
|  | Hadrosauridae                                                             |
|  |                                                                           |

|  | Aralosaurus tuberiferus |
|  |                         |
|  | Hadrosauridae           |
|  |                         |

|  | Bactrosaurus johnsoni  |
|  |                        |
|  | Levnesovia transoxiana |
|  |                        |

|  | Telmatosaurus transsylvanicus                                             |
|  |                                                                           |
|  | \| \| Aralosaurus tuberiferus \| \| \| \| \| \| Hadrosauridae \| \| \| \| |
|  |                                                                           |
|  | Aralosaurus tuberiferus                                                   |
|  |                                                                           |
|  | Hadrosauridae                                                             |
|  |                                                                           |

|  | Aralosaurus tuberiferus |
|  |                         |
|  | Hadrosauridae           |
|  |                         |

|  | Bactrosaurus johnsoni  |
|  |                        |
|  | Levnesovia transoxiana |
|  |                        |

|  | Telmatosaurus transsylvanicus                                             |
|  |                                                                           |
|  | \| \| Aralosaurus tuberiferus \| \| \| \| \| \| Hadrosauridae \| \| \| \| |
|  |                                                                           |
|  | Aralosaurus tuberiferus                                                   |
|  |                                                                           |
|  | Hadrosauridae                                                             |
|  |                                                                           |

|  | Aralosaurus tuberiferus |
|  |                         |
|  | Hadrosauridae           |
|  |                         |

|  | Bactrosaurus johnsoni  |
|  |                        |
|  | Levnesovia transoxiana |
|  |                        |

|  | Telmatosaurus transsylvanicus                                             |
|  |                                                                           |
|  | \| \| Aralosaurus tuberiferus \| \| \| \| \| \| Hadrosauridae \| \| \| \| |
|  |                                                                           |
|  | Aralosaurus tuberiferus                                                   |
|  |                                                                           |
|  | Hadrosauridae                                                             |
|  |                                                                           |

|  | Aralosaurus tuberiferus |
|  |                         |
|  | Hadrosauridae           |
|  |                         |

|  | Bactrosaurus johnsoni  |
|  |                        |
|  | Levnesovia transoxiana |
|  |                        |

|  | Telmatosaurus transsylvanicus                                             |
|  |                                                                           |
|  | \| \| Aralosaurus tuberiferus \| \| \| \| \| \| Hadrosauridae \| \| \| \| |
|  |                                                                           |
|  | Aralosaurus tuberiferus                                                   |
|  |                                                                           |
|  | Hadrosauridae                                                             |
|  |                                                                           |

|  | Aralosaurus tuberiferus |
|  |                         |
|  | Hadrosauridae           |
|  |                         |

|  | Bactrosaurus johnsoni  |
|  |                        |
|  | Levnesovia transoxiana |
|  |                        |

|  | Telmatosaurus transsylvanicus                                             |
|  |                                                                           |
|  | \| \| Aralosaurus tuberiferus \| \| \| \| \| \| Hadrosauridae \| \| \| \| |
|  |                                                                           |
|  | Aralosaurus tuberiferus                                                   |
|  |                                                                           |
|  | Hadrosauridae                                                             |
|  |                                                                           |

|  | Aralosaurus tuberiferus |
|  |                         |
|  | Hadrosauridae           |
|  |                         |

|  | Bactrosaurus johnsoni  |
|  |                        |
|  | Levnesovia transoxiana |
|  |                        |

|  | Telmatosaurus transsylvanicus                                             |
|  |                                                                           |
|  | \| \| Aralosaurus tuberiferus \| \| \| \| \| \| Hadrosauridae \| \| \| \| |
|  |                                                                           |
|  | Aralosaurus tuberiferus                                                   |
|  |                                                                           |
|  | Hadrosauridae                                                             |
|  |                                                                           |

|  | Aralosaurus tuberiferus |
|  |                         |
|  | Hadrosauridae           |
|  |                         |

|  | Eolambia caroljonesa    |
|  |                         |
|  | Fukuisaurus tetoriensis |
|  |                         |

|  | Bactrosaurus johnsoni  |
|  |                        |
|  | Levnesovia transoxiana |
|  |                        |

|  | Telmatosaurus transsylvanicus                                             |
|  |                                                                           |
|  | \| \| Aralosaurus tuberiferus \| \| \| \| \| \| Hadrosauridae \| \| \| \| |
|  |                                                                           |
|  | Aralosaurus tuberiferus                                                   |
|  |                                                                           |
|  | Hadrosauridae                                                             |
|  |                                                                           |

|  | Aralosaurus tuberiferus |
|  |                         |
|  | Hadrosauridae           |
|  |                         |

|  | Bactrosaurus johnsoni  |
|  |                        |
|  | Levnesovia transoxiana |
|  |                        |

|  | Telmatosaurus transsylvanicus                                             |
|  |                                                                           |
|  | \| \| Aralosaurus tuberiferus \| \| \| \| \| \| Hadrosauridae \| \| \| \| |
|  |                                                                           |
|  | Aralosaurus tuberiferus                                                   |
|  |                                                                           |
|  | Hadrosauridae                                                             |
|  |                                                                           |

|  | Aralosaurus tuberiferus |
|  |                         |
|  | Hadrosauridae           |
|  |                         |

|  | Bactrosaurus johnsoni  |
|  |                        |
|  | Levnesovia transoxiana |
|  |                        |

|  | Telmatosaurus transsylvanicus                                             |
|  |                                                                           |
|  | \| \| Aralosaurus tuberiferus \| \| \| \| \| \| Hadrosauridae \| \| \| \| |
|  |                                                                           |
|  | Aralosaurus tuberiferus                                                   |
|  |                                                                           |
|  | Hadrosauridae                                                             |
|  |                                                                           |

|  | Aralosaurus tuberiferus |
|  |                         |
|  | Hadrosauridae           |
|  |                         |

|  | Bactrosaurus johnsoni  |
|  |                        |
|  | Levnesovia transoxiana |
|  |                        |

|  | Telmatosaurus transsylvanicus                                             |
|  |                                                                           |
|  | \| \| Aralosaurus tuberiferus \| \| \| \| \| \| Hadrosauridae \| \| \| \| |
|  |                                                                           |
|  | Aralosaurus tuberiferus                                                   |
|  |                                                                           |
|  | Hadrosauridae                                                             |
|  |                                                                           |

|  | Aralosaurus tuberiferus |
|  |                         |
|  | Hadrosauridae           |
|  |                         |

|  | Bactrosaurus johnsoni  |
|  |                        |
|  | Levnesovia transoxiana |
|  |                        |

|  | Telmatosaurus transsylvanicus                                             |
|  |                                                                           |
|  | \| \| Aralosaurus tuberiferus \| \| \| \| \| \| Hadrosauridae \| \| \| \| |
|  |                                                                           |
|  | Aralosaurus tuberiferus                                                   |
|  |                                                                           |
|  | Hadrosauridae                                                             |
|  |                                                                           |

|  | Aralosaurus tuberiferus |
|  |                         |
|  | Hadrosauridae           |
|  |                         |

|  | Bactrosaurus johnsoni  |
|  |                        |
|  | Levnesovia transoxiana |
|  |                        |

|  | Telmatosaurus transsylvanicus                                             |
|  |                                                                           |
|  | \| \| Aralosaurus tuberiferus \| \| \| \| \| \| Hadrosauridae \| \| \| \| |
|  |                                                                           |
|  | Aralosaurus tuberiferus                                                   |
|  |                                                                           |
|  | Hadrosauridae                                                             |
|  |                                                                           |

|  | Aralosaurus tuberiferus |
|  |                         |
|  | Hadrosauridae           |
|  |                         |

|  | Bactrosaurus johnsoni  |
|  |                        |
|  | Levnesovia transoxiana |
|  |                        |

|  | Telmatosaurus transsylvanicus                                             |
|  |                                                                           |
|  | \| \| Aralosaurus tuberiferus \| \| \| \| \| \| Hadrosauridae \| \| \| \| |
|  |                                                                           |
|  | Aralosaurus tuberiferus                                                   |
|  |                                                                           |
|  | Hadrosauridae                                                             |
|  |                                                                           |

|  | Aralosaurus tuberiferus |
|  |                         |
|  | Hadrosauridae           |
|  |                         |

|  | Bactrosaurus johnsoni  |
|  |                        |
|  | Levnesovia transoxiana |
|  |                        |

|  | Telmatosaurus transsylvanicus                                             |
|  |                                                                           |
|  | \| \| Aralosaurus tuberiferus \| \| \| \| \| \| Hadrosauridae \| \| \| \| |
|  |                                                                           |
|  | Aralosaurus tuberiferus                                                   |
|  |                                                                           |
|  | Hadrosauridae                                                             |
|  |                                                                           |

|  | Aralosaurus tuberiferus |
|  |                         |
|  | Hadrosauridae           |
|  |                         |

|  | Eolambia caroljonesa    |
|  |                         |
|  | Fukuisaurus tetoriensis |
|  |                         |

|  | Bactrosaurus johnsoni  |
|  |                        |
|  | Levnesovia transoxiana |
|  |                        |

|  | Telmatosaurus transsylvanicus                                             |
|  |                                                                           |
|  | \| \| Aralosaurus tuberiferus \| \| \| \| \| \| Hadrosauridae \| \| \| \| |
|  |                                                                           |
|  | Aralosaurus tuberiferus                                                   |
|  |                                                                           |
|  | Hadrosauridae                                                             |
|  |                                                                           |

|  | Aralosaurus tuberiferus |
|  |                         |
|  | Hadrosauridae           |
|  |                         |

|  | Bactrosaurus johnsoni  |
|  |                        |
|  | Levnesovia transoxiana |
|  |                        |

|  | Telmatosaurus transsylvanicus                                             |
|  |                                                                           |
|  | \| \| Aralosaurus tuberiferus \| \| \| \| \| \| Hadrosauridae \| \| \| \| |
|  |                                                                           |
|  | Aralosaurus tuberiferus                                                   |
|  |                                                                           |
|  | Hadrosauridae                                                             |
|  |                                                                           |

|  | Aralosaurus tuberiferus |
|  |                         |
|  | Hadrosauridae           |
|  |                         |

|  | Bactrosaurus johnsoni  |
|  |                        |
|  | Levnesovia transoxiana |
|  |                        |

|  | Telmatosaurus transsylvanicus                                             |
|  |                                                                           |
|  | \| \| Aralosaurus tuberiferus \| \| \| \| \| \| Hadrosauridae \| \| \| \| |
|  |                                                                           |
|  | Aralosaurus tuberiferus                                                   |
|  |                                                                           |
|  | Hadrosauridae                                                             |
|  |                                                                           |

|  | Aralosaurus tuberiferus |
|  |                         |
|  | Hadrosauridae           |
|  |                         |

|  | Bactrosaurus johnsoni  |
|  |                        |
|  | Levnesovia transoxiana |
|  |                        |

|  | Telmatosaurus transsylvanicus                                             |
|  |                                                                           |
|  | \| \| Aralosaurus tuberiferus \| \| \| \| \| \| Hadrosauridae \| \| \| \| |
|  |                                                                           |
|  | Aralosaurus tuberiferus                                                   |
|  |                                                                           |
|  | Hadrosauridae                                                             |
|  |                                                                           |

|  | Aralosaurus tuberiferus |
|  |                         |
|  | Hadrosauridae           |
|  |                         |

|  | Bactrosaurus johnsoni  |
|  |                        |
|  | Levnesovia transoxiana |
|  |                        |

|  | Telmatosaurus transsylvanicus                                             |
|  |                                                                           |
|  | \| \| Aralosaurus tuberiferus \| \| \| \| \| \| Hadrosauridae \| \| \| \| |
|  |                                                                           |
|  | Aralosaurus tuberiferus                                                   |
|  |                                                                           |
|  | Hadrosauridae                                                             |
|  |                                                                           |

|  | Aralosaurus tuberiferus |
|  |                         |
|  | Hadrosauridae           |
|  |                         |

|  | Bactrosaurus johnsoni  |
|  |                        |
|  | Levnesovia transoxiana |
|  |                        |

|  | Telmatosaurus transsylvanicus                                             |
|  |                                                                           |
|  | \| \| Aralosaurus tuberiferus \| \| \| \| \| \| Hadrosauridae \| \| \| \| |
|  |                                                                           |
|  | Aralosaurus tuberiferus                                                   |
|  |                                                                           |
|  | Hadrosauridae                                                             |
|  |                                                                           |

|  | Aralosaurus tuberiferus |
|  |                         |
|  | Hadrosauridae           |
|  |                         |

|  | Bactrosaurus johnsoni  |
|  |                        |
|  | Levnesovia transoxiana |
|  |                        |

|  | Telmatosaurus transsylvanicus                                             |
|  |                                                                           |
|  | \| \| Aralosaurus tuberiferus \| \| \| \| \| \| Hadrosauridae \| \| \| \| |
|  |                                                                           |
|  | Aralosaurus tuberiferus                                                   |
|  |                                                                           |
|  | Hadrosauridae                                                             |
|  |                                                                           |

|  | Aralosaurus tuberiferus |
|  |                         |
|  | Hadrosauridae           |
|  |                         |

|  | Bactrosaurus johnsoni  |
|  |                        |
|  | Levnesovia transoxiana |
|  |                        |

|  | Telmatosaurus transsylvanicus                                             |
|  |                                                                           |
|  | \| \| Aralosaurus tuberiferus \| \| \| \| \| \| Hadrosauridae \| \| \| \| |
|  |                                                                           |
|  | Aralosaurus tuberiferus                                                   |
|  |                                                                           |
|  | Hadrosauridae                                                             |
|  |                                                                           |

|  | Aralosaurus tuberiferus |
|  |                         |
|  | Hadrosauridae           |
|  |                         |